# Wahlen in Haiti 1946

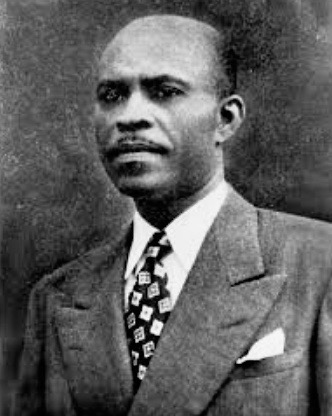
Präsident Dumarsais Estimé

Die Wahlen in Haiti 1946 wurden am 12. Mai 1946 in Haiti abgehalten. Sie folgten dem Sturz der Regierung von Präsident Élie Lescot durch Oberst Paul Magloire am 11. Januar 1946.

## Hintergrund
Im Jahr 1941 war Élie Lescot Präsident Haitis geworden. Nach blutigen Zusammenstößen zwischen Regierungstruppen und Rebellen am 10. Januar 1946 in Port-au-Prince übernahm eine dreiköpfige, von Oberst Paul Magloire geführte Militärjunta am 12. Januar 1946 die Regierungsgeschäfte.
Für den 12. Mai 1946 wurden Parlamentswahlen angesetzt.

## Parlamentswahlen
Mehr als 200 Kandidaten bewarben sich für die 37 Sitze in der Abgeordnetenkammer und die 21 Sitze im Senat. Es handelte sich um die ersten Wahlen der haitianischen Geschichte, in denen eine beträchtliche Anzahl extrem links stehender Bewerber antraten. Die haitianische Kommunistische Partei (Parti Communiste Haitien; PCH) veranstaltete am 1. Mai 1946 eine Massendemonstration in Port-au-Prince.
Die Wahlergebnisse im Einzelnen sind nicht bekannt, da der Urnengang eigenverantwortlich auf Ebene der Wahlkreise durchgeführt wurde. Sitze in beiden Kammern entfielen auf die Bewegung der Landarbeiter (Movement Ouvrier Paysan; MOP), die PCH und gemäßigte Gruppierungen.
Linke Kandidaten behaupteten, das vom Führer der Militärjunta, Magloire, geleitete Innenministerium habe die Ergebnisse der Wahlen gefälscht. Diese Ansicht wurde von der amerikanischen Botschaft geteilt, nachdem in der Woche vor den Wahlen der massenhafte Verkauf von Wahlberechtigungskarten entdeckt worden war.

## Wahl des Präsidenten
Am 16. August 1946 wurde Dumarsais Estimé von den beiden Kammern des Parlaments, die zur Nationalversammlung zusammengetreten waren, zum Präsidenten gewählt.
Als moderater Bewerber setzte er sich in einem zweiten Wahlgang gegen den Führer der Kommunistischen Partei, Félix d’Orléans Juste Constant und den Kandidaten der MOP, Démosthènes Pétrus Calixte, durch.
Estimé wurde am 10. Mai 1950 vom Generalstab abgesetzt und ging ins Exil.